# Сакура Харуно (Наруто)
Сакура Харуно (на японски: 春野 サクラ) е измислена героиня в японското аниме и манга серии Наруто и Наруто: Ураганни хроники, създадени от Масаши Кишимото. Името ѝ – Харуно, на японски означава „пролетно поле“, а Сакура – „черешов цвят“.

## Външен вид
Сакура е предимно облечена в розово, бяло и кармин (тъмнорозов цвят, който много прилича на червеното). Цветовете съответстват на името ѝ (от японски: „сакура“ – „черешов цвят“) и допълват цветовата схема на лицето ѝ, бонбонено-розовата ѝ права коса и светлозелените ѝ очи.
В I част Сакура е облечена в чеонгсамско куипао, което е бяло отвътре и карминово отвън. То достига до коленете ѝ, има две странични цепки, спускащи се от кръста надолу, къси ръкави и висока якичка, а под него Сакура носи къс тъмнозелен клин. На ръкавите, гърба и долната предна част на куипаото ѝ е изрисувана бяла окръжност – символът на клана Харуно. Ходи обута в тъмносини сандали.
Във II част (Наруто Шиппууден) тя е облечена в блуза, която е същата като горната част на куипаото ѝ, с изключение на това, че няма ръкави, и пепеливо-розова пола с четири цепки – отпред, отзад, отляво и отдясно. Двете странични цепки са свързани помежду си с два малки колана, чийто цвят съответства на този на полата ѝ, а предната и задната могат да се затварят и отварят чрез цип, но незнайно защо тя винаги ги държи отворени. Под полата си носи къс, черен клин и тъмносиви ботуши, които стигат до под коленете ѝ, както и тъмносиви ръкавици, които слага само по време на битка. Лентата си носи като диадема – връзва я зад бретона си. В 1-ва част лентата ѝ е тъмносиня, а във 2-ра част – червена.

## Характер
Сакура е избухлива, чувствителна, импулсивна и с бързо променлив характер. Настроението ѝ може да се превърне в пълната противоположност на това, което е било преди секунда, дори и заради най-незначителното нещо. Ако Наруто направи нещо глупаво, тя често го удря и започва да му крещи. Когато избухне, според нейните собствени думи, „този, на когото се е ядосала, ще си пожелае никога да не се е раждал“. Въпреки дребнавия си характер, ако някой, когото тя обича и за когото я е грижа, е в беда, Сакура може да стане изключително сериозна. Според Цунаде тя има вродени качества на лидер. Много е отговорна, организирана и обича да учи. Смятат я за една от най-интелигентните нинджи на Коноха. Заради емоционалния си характер Сакура често плаче, най-вече ако нещо се случи със съотборниците ѝ, особено със Саске. Рискувала е живота си за него няколко пъти. За да защити хората, които обича, е готова на всичко, включително и да се бие с тях. Когато е била малка, децата в нинджа академията са се подигравали на голямото ѝ чело. Отначало на Сакура ѝ е било много неприятно, но след като срещнала Ино, станала по-уверена. Изключително много обича учителката си – Лейди Цунаде. Мечтата ѝ е да върне Саске обратно в Коноха.

## История, част 1
Сакура е част от 7 група, заедно със Саске Учиха и Наруто Узумаки. Тя много харесва Саске, но има много съперници като Ино Яманака, с която са били най-добри приятелки като малки, но след като разбират, че и двете харесват Саске, са станали съпернички. Нейният персонаж търпи значително развитие през епизодите. В I част, тя е слаба и неуверена, често преследвана от спомените си за миналото. Докато във II част, тя е много по-силна психически и показва неимоверен напредък в уменията си като нинджа, до такава степен, че се превръща в един от най-хладнокръвните убийци в селото (заедно с Какаши Хатаке – нейният предишен сенсей, Лейди Цунаде – Петият Хокаге и неин сегашeн учител и Ямато). Във 2-рата част на изпита за Чуунин, по време на предварителните мачове, тя е избрана да се бие срещу Ино. Квесторът дава на Сакура възможност да се предаде, ако смята, че няма да може да победи противничката си, но тя отказва. Същото е предложено и на Ино, но и тя отказва. Мачът е изключително дълъг, защото уменията на двете момичета са почти равни. Показват предимно тайджутсу (ръкопашен бой) и кенджутсу (бой с оръжия), както и малко нинджутсу (изкуства с чакра) техники. След много неуспешни опити, Ино успява да хване Сакура в специалната си техника – „Нинджа изкуство: Прехвърляне на съзнанието“, която ѝ позволява да транспортира съзнанието си в тялото на противника, поемайки пълен контрол над него. Иска да вдигне ръката си, като знак за това, че се предава, но точно преди да успее да го направи, макар и в безсъзнание, Сакура активира своята специална техника – джутсу „Съзнание Матрьошка“. Тази техника се смята за запазената марка на клана Харуно (понеже те са я изобретили), макар и да не е кекке-генкай. Тя позволява на човека, който я използва, да разкъса съзнанието си и така от едно, да направи две, или повече (в зависимост от това, колко атаки са били приложени върху психиката му). Когато първото му съзнание е неспособно да работи, останалите (които са поставени „вътре“ в първото) се „събуждат“, премахват вражеските техники, които пречат на работата на истинското съзнание и едно от тях остава да заеме неговото място, докато то се възстанови. Това прави използващия техниката почти невъзможна мишена за генджутсута, както и за всякакви други видове психически атаки. Причината, поради която техниката е била наречена така е, че начинът по който всяко съзнание е идентично на предходното и е „затворено“ в него (за да не може да бъде забелязано или нападнато от врага) е подобен на начина, по който матрьошките си приличат и са подредени една в друга. Сакура създава само едно съзнание, понеже атаката върху психиката ѝ също е само една. Веднага щом то се появява, използва джутсу „Уголемяване“, става 10 пъти по-голямо от Ино и започва да я притиска между дланите си. Скоро болката става непоносима и Ино се връща в собственото си тяло, за да се спаси от една, иначе сигурна смърт (понеже ако второто съзнание убие душата ѝ, тя няма да може да се върне в тялото си). След като истинското съзнание на Сакура се е върнало, тя и Ино се нападат взаимно в последен отчаян опит да спечелят мача, но нито една от тях не може да избегне атаката на другата и мачът свършва като двоен нокаут. След като се събужда, тя и Ино възстановяват приятелството си. През 1-вата част, по време на изпита, докато е в Гората на смъртта, Сакура бива нападната от Тсучи Кин и нейния отбор. Саске и Наруто са в безсънание и тя трябва да ги защити съвсем сама. Кин я хваща за косата и казва „Ако беше прекарвала по-малко време под душа и повече в тренировки, сега нямаше да си в това положение“. Сакура се ядосва и отрязва косата си, за да се освободи. Според Ино, това е било голяма саможертва от нейна страна, тъй като има слух, че Саске харесва дългокоси момичета. Когато Саске изоставя селото, за да отиде при Орочимару, който му обещава сила, тя се опитва да го спре, но той не ѝ обръща внимание, а когато го заплашва, че ще викне охраната, той я атакува и блокира нервната ѝ система, което я кара да изгуби съзнание. Саске успява да я хване преди тя да падне на земята и я полага на пейката до тях, след което окончателно изоставя Коноха. Тя е съсипана от мисълта, че любовта на живота ѝ си е отишла завинаги и се заклева да го върне обратно, независимо какво ще ѝ струва това.

## Способности
Сакура има рядката дарба да контролира с изключителна точност чакрата си, което я прави подходяща да бъде медицински нинджа. В края на I част Сакура отправя апел към Цунаде да я направи своя ученичка. Още в първите епизоди на „Наруто: Ураганни хроники“ тя и Наруто биват поставени на изпитание, в което трябва да покажат колко са напреднали с обучението си. На няколко пъти различни персонажи (Наруто, Какаши Хатаке, Джирая) се удивляват от това колко силна е станала тя. Тя може да използва 52 различни вида медицинско нинджуцу и владее една от най-опасните тайджуцу техники – „Унищожителна сила“ (техниката е създадена от Цунаде). Тази техника е много трудна за научаване и изисква изключителен тайминг и много добър чакра контрол, защото използващият я, трябва да освободи огромно количество чакра за по-малко от 0,6 секунди. При контакт с каквато и да е солидна повърхност, обектът бива буквално разбит на парчета. Може да разбие всичко -
от скали и дървета до желязо и други тежки метали. Много малко опоненти, ударени от това джуцу, имат шанс да оцелеят, особено ако са ударени с пълна сила, понеже тялото им бива смачкано, а органите – разкъсани. Често след удар в земята или нещо близо до земната повърхност, се формира кратер с радиус от 3 до 5 m и дълбочина от 4 до 7 m (в зависимост от това колко силен е бил ударът). Това показва какви непоправими щети нанася това джуцу. Цунаде може да нанесе съответните щети само с един пръст. Сакура още не е стигнала дотам, но дясната ѝ ръка ѝ е достатъчна. Поради факта че Сакура почти е задминала учителката си, много хора я наричат „Втората Цунаде“. Тя често работи като лекар в местната болница.

## История, част 2 („Наруто Шиппууден“)
Когато Екип 7 пристига в Сунагакуре, за да помогне на Гаара, Сакура преглежда отровения от Сасори брат на Темари – Канкуро и разшифрова формулата за противоотрова, като използва проба от самата отрова. Нинджите от Суна твърдят, че тя е единственият човек в историята на Сунагакуре, способен да неутрализира отровите на Сасори. С помощта на стара куноичи от Сунагакуре – Чийо, Сакура води битка срещу Сасори и след 4 часа непрестанни сражения, двете успяват да го победят. Сакура успява да унищожи 40 от въоръжените бойни кукли на Сасори – 30 само чрез тайджутсуто си и още 10 – с една от своите прости, но изключително ефективни стратегии. Битката е дълга и много изморителна, а към края Сакура жертва себе си, за да спаси Чийо и бива пронизана с една от катаните на Сасори. Чийо вади катаната от Сакура и, вярвайки че тя е мъртва, се опитва да я „съживи“ чрез специалното си джуцу, но преди да го активира, Сакура се свестява, излекува раната си и Сасори, впечатлен от невероятните умения и издръжливост на младото момиче, им дава ценна информация за Орочимару и Саске, преди да падне мъртъв на земята.
По време на инвазията на екипа на Фуридо над Коноха, една от тях – Фуен, затваря Коноха под специална чакра бариера. Сакура случайно преминава през един от нейните капани и бива хваната вътре. Фуен я слага под генджуцу и си мисли, че я упоила успешно, но точно преди да я убие, Сакура използва джуцу „Замяна“ и удря Фуен настрани, разкривайки, че само се е преструвала, за да може Фуен да свали гарда си. С един последен удар Сакура убива Фуен и срутва бариерата, освобождавайки Коноха.
По време на атаката на Пейн над Коноха, Сакура с лекота побеждава гигантската стоножка, която Пътят на Животното призовава. След това, Ирука я намира и я изпраща в болницата, за да помогне на лекарите да излекуват наранените нинджи и да отведе вече излекуваните на сигурно място. Поради огромния брой пациенти на Сакура ѝ се налага да използва всичките си знания по медицинско нинджутсу, а използването на толкова много лечебни техники наведнъж отнема голяма част от чакрата и енергията ѝ. Когато Пейн призовава гигантската експлозия, Сакура е защитена от техниката на Цунаде и Катсуя. Неджи, Тентен, Лий и Гай занасят при нея наранената Хината и я молят да използва колкото чакра ѝ е останала, за да премахне смъртоносната рана на реброто ѝ. Сакура се напряга с всичка сила, за да извлече останалата си чакра и успява да спаси живота на приятелката си. Едва не губи съзнание от прекомерното използване на чакра и е отнесена настрани от бойното поле от Катсуя. Приветства Наруто, когато той се завръща в селото и го поздравява за победата му над Пейн.
Когато разбира, че Мадара Учиха и Акатски са обявили, че скоро ще започнат 4-та Велика нинджа война с 5-те Шиноби нации, Сакура се заема със снабдяването на два от нинджа патрулите на Коноха с нужните оръжия и провизии. След като Цунаде проверява какво ниво са достигнали уменията ѝ, я прави капитан на нинджа патрул 24.
Тя, освен в генджуцу и медицинско нинджуцу (които са нейната специалност), е много добра и в бой с оръжия. Най-често използва сенбон, кунай-ножове и шурикени. Може да използва и танто, макар че никога не е показвано.